# Rob Van Dam
Rob Van Dam, Robert Alexander Szatkowski, född 18 december 1970, är en amerikansk wrestlare, som av sina fans kallas för förkortningen RVD. Han föddes i Battle Creek, Michigan där han blev tränad av legenden the Sheik. Han brottades i ECW och i WWE. Han är en fyrfaldig Television Champion i ECW och har varit Cruiserweight Champion, Tag Team Champion, European Champion och Light Heavyweight Champion i RAW. Hans mest kända signatur är att han pekar på sig med tummarna tre gånger och då ska publiken vråla: Rob Van Dam eller R V D. Han var en av de vigaste i WWE och ECW och han utför ofta yoga och andra sorters stretchträningar. Hans finisher (sluttrick eller signaturtrick) är Five Star Frog Splash. I ECW var hans finisher the Vandaminator. Han var aldrig helt populär i ECW, först var det bara kommentatorerna som gillade honom men lite senare när han började spela fult, så gillade publiken honom bara mer och mer men kommentatorerna och vännerna började tycka att allting hade stigit honom åt huvudet. Han skaffade en partner som han skulle vinna Tag Team Champion titeln med och då hittade han Sabu som var en högtflygande och risktagande brottare. men nu vet vi inte om han kommer tillbaka till WWE. Rob Van Dam har vunnit alla ECW-titlar, han höll ECW-television-titeln i nästan två år och vann tag team titlarna två gånger med Sabu, han har även vunnit WWE:s tag team titlar ett antal gånger. 2010 signerade RVD ett kontrakt med TNA (Total Nonstop Action Wrestling) från den 8 mars.I TNA har han wrestlats mot ''The Icon'' Sting. Han har också brottats med Eric Young och Jeff Hardy. Rob har medverkat i filmen Wrong Side of Town där han spelar en gammal elitsoldat.

## Titlar
- ECW World Heavyweight Championship (1 gång)
- World Tag Team Championship (2 gånger) 1 gång med Kane och 1 gång med Booker T
- WWE Championship (1 gång)
- WWE European Championship (1 gång)
- WWE Tag Team Championship (1 gång) med Rey Mysterio
- WWE Hardcore Championship (4 gånger)
- Intercontinental Championship (6 gånger)
- Mr. Money in the Bank (2006)
- 15e Triple Crown-mästaren
- 7e Grand Slam-mästaren